# Tylana carinata
Tylana carinata är en insektsart som först beskrevs av Fabricius 1803.  Tylana carinata ingår i släktet Tylana och familjen sköldstritar. Inga underarter finns listade i Catalogue of Life.